# Daniel Harnisch
Daniel Harnisch (Leipzig, 22 september 1992) is een Duits baan- en wegwielrenner. Harnisch is een specialist in het stayeren. Achter de Grote motoren werd Harnisch derde op het Europees kampioenschap in 2018 en 2019. In 2020 won hij het Duits kampioenschap stayeren.

## Palmares

### Baan
2018
 Europees kampioenschap stayeren
2019
 Europees kampioenschap stayeren
2020
 Duits kampioenschap stayeren